# ИМКО-1
ИМКО-1 (съкращение от Индивидуален МикроКОмпютър) е първият български персонален компютър, създаден от Иван Марангозов и Кънчо Досев в ИТКР.
ИМКО-1 е разработен по модел на Apple II, но не разполага с флопидисково устройство, тъй като по това време в България подобни не се произвеждат, а работи с магнетофонна лента, ИМКО-1 разполага с допълнителни слотове и единични бройки са оборудвани с дискови устройства, внесени от чужбина, а в останалите устройства за съхранение на данни са използвани касетофони.
Първото представяне на ИМКО-1 пред международна общественост се е състояло в Англия на Международния симпозиум по роботика. Там е представена и система за управление на робот-ръка на основата на ИМКО-1, наречена РОБКО-1.
Системата е струвала приблизително 10 пъти по-малко от аналогичните решения на американски и японски компании.
Години на производство: 1979-1981;
процесор: 8080A
памет (RAM): 48KB (with the possibility to extend to 64KB).
памет (ROM): 12KB.
дискови устройства: няма, само порт за касетофон.
разделителна способност: режим текст 40×24 (колони/редове), режим графика 280×192 pixels - 6 цвята, 280×160 pixels + 4 реда текст, 40×40 pixels + 4 реда текст, 40×48 pixels 16 цвята.
Източници
- 40 години ИМКО 1 – първия български персонален компютър! //  sandacite.bg.   sandacite.bg, 2020. Посетен на 2023-06-03. (на български)
- ИМКО 1 //  www.amuseum.bg.   www.amuseum.bg, 2020. Посетен на 2023-06-03. (на български)